# Park Narodowy Turquino
Park Narodowy Turquino (zwany także Parkiem Narodowym Sierra Maestra) – park narodowy na Kubie w paśmie górskim Sierra Maestra w prowincji Santiago de Cuba, około 50 km. na zachód od Guamá.
Nazwa parku pochodzi od najwyższej góry Kuby Pico Turquino. Założony 8 stycznia 1980 zajmuje powierzchnię 229,38 km². Na obszarze chronionym znajdują się poza Pico Turquino także góry Pico Cuba, Pico Real i Pico Suecia a także fragment południowego wybrzeża.